# Аскольд і Дір
Аскольд і Дір (давньоскандин Haskuldr або Hǫskuldr та Dyr або Djur; померли в 882), згадуються обидвоє в Повісті временних літ, Новгородському першому літописі та Никонівському літописі, були найдавнішими з відомих нібито Сіверськими правителями Києва.

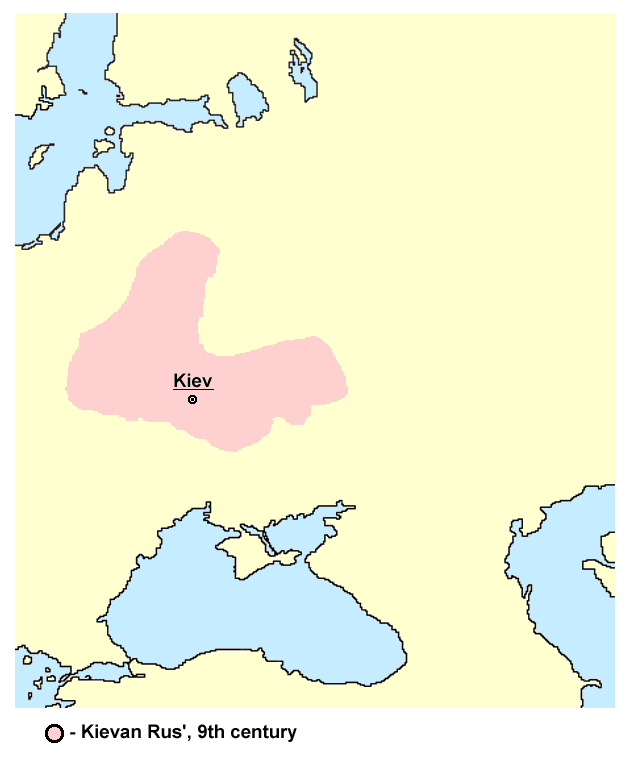
Карта Київського князівства IX століття

## «Повість временних літ» та «Новгородський перший літопис»
Лаврентіївський літопис Повісті временних літ розповідає, що Аскольд і Дір були санкціоновані Рюриком піти до Константинополя (стар. скандинавська Miklagård, слов'янською Царгород). Мандруючи по Дніпру, вони осіли в Києві, захопивши владу над полянами, які платили данину хозарам. Літопис також повідомляє, що їх убив Олег Віщий у 882 році. Згідно з Повістю временних літ, Олег підступно прийшов до підніжжя Угорської гори, сховавши військо в човні, послав гінців до Аскольда і Діра, видаючи себе за чужинця, який прямує до Греції за дорученням Олега і для Ігоря, сина князя, і вимагаючи, щоб вони вийшли, щоб привітати їх як членів їхнього народу, і вбив їх воїнами, схованими в човнах, що вискочили, сказавши, що Аскольд і Дір не гідні правити містом, оскільки вони не княжого роду. Василь Татіщев, Борис Рибаков та деякі інші російські та українські історики тлумачили державний переворот 882 р. у Києві як реакцію варягів-язичників на хрещення Аскольда. Татіщев дійшов до того, що назвав Аскольда «першомучеником руським». Ігор був ще «зовсім малим», і Олег «возив» його до Києва.
У Новгородському першому літописі ініціатором дій був не Олег, а Ігор: сказавши Аскольду, що він, на відміну від самого Ігоря, не князь і не княжого роду, Ігор зі своїми воїнами вбив Аскольда і Діра, а потім і Ігоря. ніж Олег став князем у Києві. Далі Ігор обкладав даниною різні племена і взяв собі жінку на ім'я Ольга з Плескова (Пскова), від якої мав сина Святослава. Островський (2018) зауважив, що це суттєво відрізняється від оповіді в Повісті временних літ, де Олег керує, а Ігор пасивний і не згадується знову до 23 років пізніше: «Коли Ігор виріс, він слідував за Олегом, і послухався його вказівок», а Ольга «приведена була до нього з Пскова» за наречену. Під час наступної русько-візантійської війни (907 р.) (відсутня у візантійських джерелах) Новгородський перший літопис знову розповідає, що нападом керував Ігор (д.-рус. Посла князь Игорь на Грѣкы вои В Русь скыдеи тысящь. «Ішов князь Ігор на греків з тисячами воїв руських»), але Повісті временних літ ще раз стверджує: «Олег пішов на греків, залишивши Ігоря в Києві».
| Акт                    | Новгородський перший літопис (НПЛ)                                                                   | Новгородський перший літопис (НПЛ)                                                         | Лаврентіївський літопис (Лав)                                                          | Лаврентіївський літопис (Лав)                                                            |
| ---------------------- | --- | ------------------------------------------------------------------------------------------ | -------------------------------------------------------------------------------------- | ---------------------------------------------------------------------------------------- |
|                        | старосхіднослов'ян                                                                                   | Сучасна українська                                                                         | старосхіднослов'ян                                                                     | Сучасна українська                                                                       |
| Родовід 23:14–16       | и рече Игорь ко Асколду: «вы нѣста князя, ни роду княжа, нь азъ есмь князь, и мнѣ достоить княжити». | І сказав Ігор до Аскольда: «Ти не князь і не з роду князів, але я князь і гідний княжити». | и рече ѡлегъ асколду и дирови. вы нѣста кнѧзѧ. ни рода кнѧжа. но азъ есмь. роду кнѧжа. | і сказав Олег Аскольду й Діру: «Ви не князі й навіть не княжого роду, а я княжого роду». |
| Вбивство 23:17–18      | И убиша Асколда и Дира; и абие несъше на гору, и погребоша и Асколда на горѣ                         | І вбили Аскольда і Діра; і винесли його на гору, і поховали Аскольда на горі               | И убиша Асколда и Дира, несоша на гору и погребша и на горѣ.                           | І вбили Аскольда і Діра, і, винісши їх на гору, там і поховали                           |
| Принц в Києві 23:22–23 | И сѣде Игорь, княжа, в Кыевѣ.                                                                        | І пішов князь Ігор на Київ.                                                                | сѣде ѡлегъ кнѧжа въ киевѣ. и реч ѡлегъ се буди м҃ти градомъ руским и.                   | Олег став князем у Києві і проголосив, що він має бути матір'ю міст руських.             |

## Аль-Масуді
Єдиним іноземним джерелом, де згадується один із співправителів, є арабський історик Аль Масуді. За його словами, «цар ад-Дір [Дайр] був першим серед царів слов'ян». Хоча деякі вчені намагалися довести, що «ад-Дір» відноситься до слов'янського правителя і сучасника Діра, це припущення викликає сумніви, і принаймні однаково ймовірно, що «ад-Дір» і Дір були однією особою.

## Факти та записи

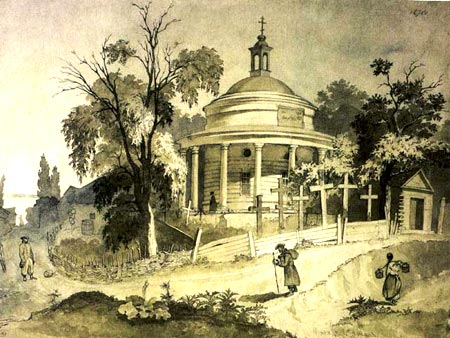
Церква Святого Миколая в парку на Аскольдовій могилі в Києві (нарис Тараса Шевченка, 1846)

Напад русів на Константинополь у червні 860 р. заскочив греків зненацька, «як грім із неба», як висловився патріарх Фотій у своїй відомій промові, написаній з цієї нагоди. Хоча слов'янські літописи схильні пов'язувати цей похід з іменами Аскольда і Діра (і датувати його 866 роком), зв'язок залишається слабким. Незважаючи на твердження самого Фотія, що він послав єпископа на Русь, яка стала християнізованою та дружньою до Візантії, більшість істориків відкидають ідею подальшого навернення Аскольда як апокриф.
Київська легенда ототожнює Аскольдів курган з Угорською горою, де згодом Ольга Київська побудувала дві церкви, присвячені святому Миколаю та святій Ірині. Нині це місце на крутому березі Дніпра позначене пам'ятником під назвою Аскольдова Могила.

## Спадщина
- Російський гвинтовий фрегат "Аскольд"[ru] (1854) (див. Перелік російських парових фрегатів[en])
- Російський крейсер «Аскольд»[en]
- Аскольдова могила[en](Російська опера 19 століття Олексія Верстовського)

### Першоджерела
- Cross, Samuel Hazzard; Sherbowitz-Wetzor, Olgerd P. (1930). The Russian Primary Chronicle, Laurentian Text. Translated and edited by Samuel Hazzard Cross and Olgerd P. Sherbowitz-Wetzor (1930) (PDF). Cambridge, Massachusetts: The Mediaeval Academy of America. с. 325. Процитовано 26 січня 2023.
  - Cross, Samuel Hazzard; Sherbowitz-Wetzor, Olgerd P. (2013) [1953]. SLA 218. Ukrainian Literature and Culture. Excerpts from The Rus' Primary Chronicle (Povest vremennykh let, PVL) (PDF). Toronto: Electronic Library of Ukrainian Literature, University of Toronto. с. 16. Архів оригіналу (PDF) за 30 травня 2014. Процитовано 26 січня 2023.
- Ostrowski, Donald; Birnbaum, David J. (7 грудня 2014). Rus' primary chronicle critical edition – Interlinear line-level collation. pvl.obdurodon.org. Процитовано 5 травня 2023.
- Izbornyk (2001). Новгородская Первая Летопись Младшего Извода [Novgorod First Chronicle of the Younger Edition]. Ізборник (ст.-слов.). Процитовано 15 травня 2023.

### Енциклопедії
- Арістов Вадим Юрійович. Аскольд і Дір // Енциклопедія історії України : у 10 т. / редкол.: В. А. Смолій (голова) та ін. ; Інститут історії України НАН України. — К. : Наукова думка, 2003—2019. — ISBN 966-00-0632-2.